# Drive-in

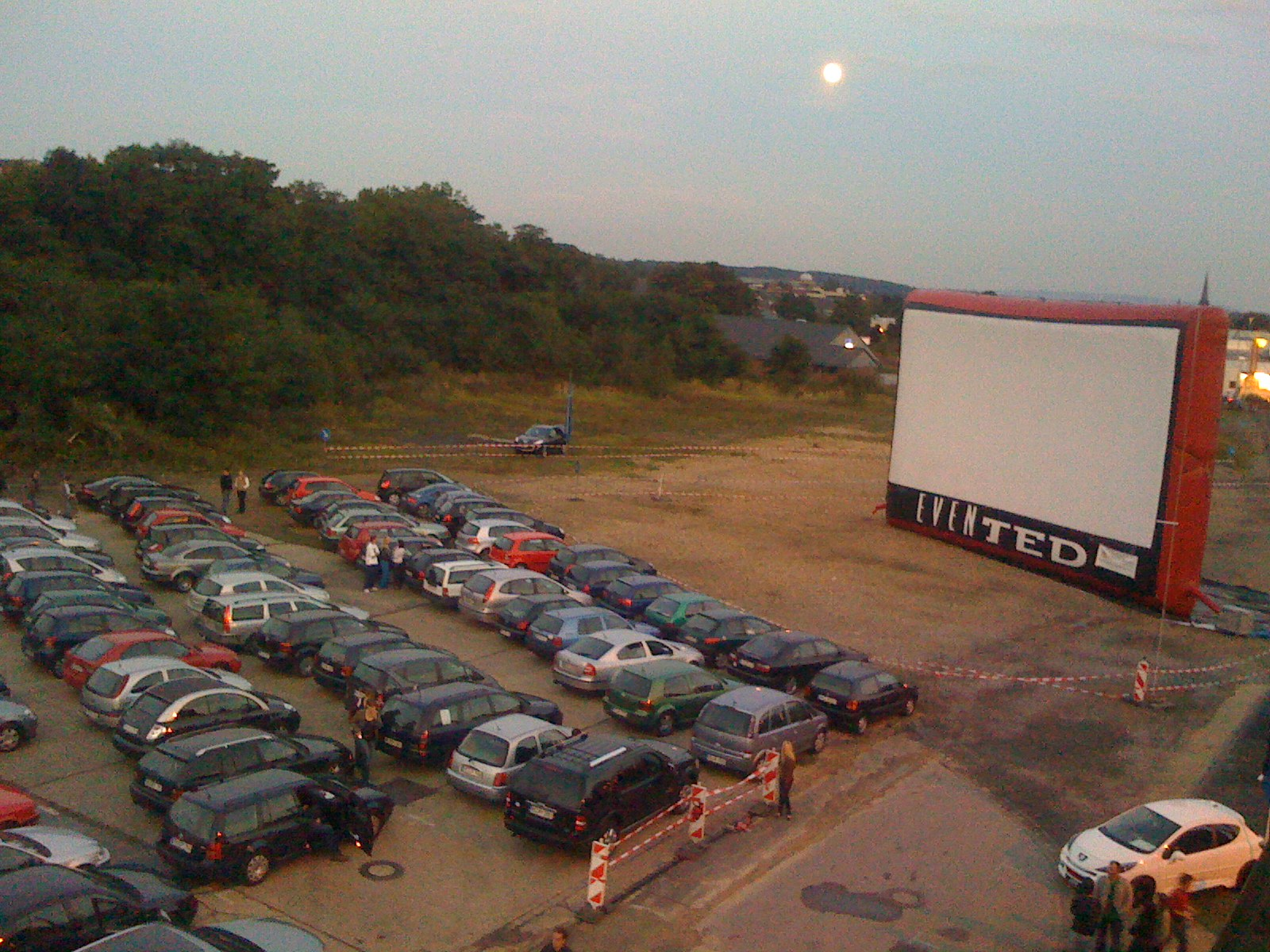
Drive-in-biograf i Hückelhoven.

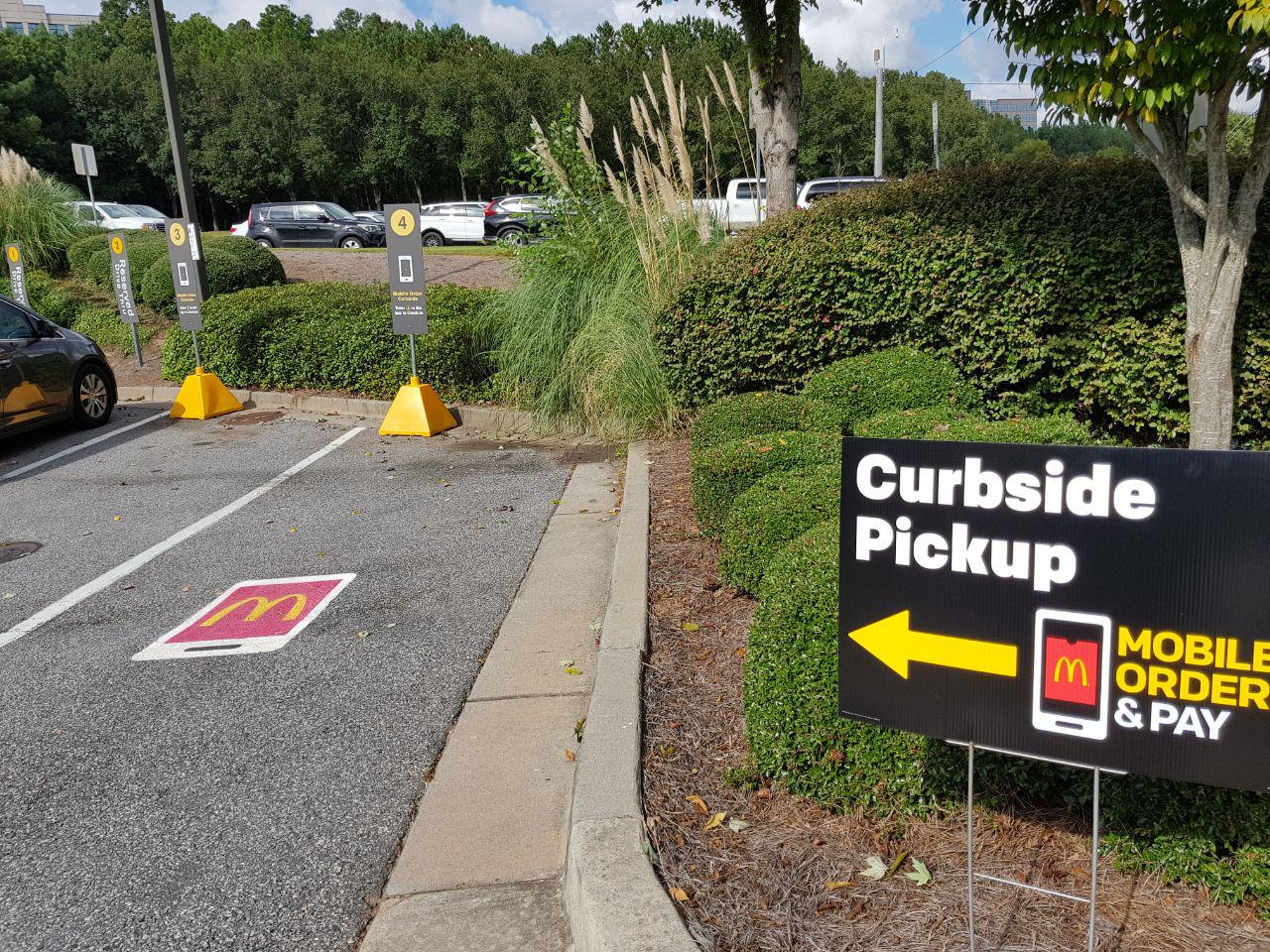
McDonald’s beställ och betala.

Drive-in (från engelskan) är en serviceinrättning som kan nyttjas av föraren av ett fordon utan att föraren behöver lämna fordonet. Det kan vara en drive-in-restaurang eller en drive-in-biograf. Ordet drive-in är belagt i svenska språket sedan 1954 och den bokstavliga översättningen från engelska är "köra in".
En liknande service är det som kallas drive-through. Skillnanden mellan drive-in och drive-through, är att man vid drive-through inte bara kör in, beställer, erhåller en vara och betalar, utan även förväntas köra därifrån med det inköpta, medan man vid drive-in stannar på platsen och konsumerar varan eller tjänsten.